# Mesobria guttata
Mesobria guttata is een spinnensoort in de taxonomische indeling van de bodemzakspinnen (Liocranidae). De spin leeft op de bodem en maakt geen web. Het dier behoort tot het geslacht Mesobria. De wetenschappelijke naam van de soort werd voor het eerst geldig gepubliceerd in 1897 door Simon.